# Анаїс Нін
Анаїс Нін (фр. Anaïs Nin, повне ім'я — Анхела Анаїс Хуана Антоліна Роса Едельміра Нін-і-Кульмель, ісп. Angela Anais Juana Antolina Rosa Edelmira Nin y Culmell, 21 лютого 1903 року, Неї-сюр-Сен, Франція — 14 грудня 1977, Лос-Анджелес, США) — американська і французька письменниця, відома своїми еротичними романами і щоденником, який вона вела понад 60 років.

## Біографія
Народилася в Неї-сюр-Сен неподалік Парижа. Дочка кубинського піаніста Хоакіна Ніна, що влаштувався у Франції (звідки під час Французької революції виїхав на Гаїті, а потім в США його дід), і кубинської співачки Роси Кульмель, серед предків якої були данці і французи.
Один із братів Анаїс - Хоакін Нін-Кульмель - став видатним піаністом.
Після розлучення батьків (1916) Анаїс переїхала з матір'ю і братами в Нью-Йорк, де після досягнення 16 років почала працювати моделлю. У 1923 вийшла заміж за гравера й кінорежисера Ієна Г'юґо. Молодята оселилися в Парижі, де чоловік захопився банківською діяльністю, а Анаїс занурилася в письменство, опублікувала книгу про Девіда Гербнрта Лоуренса, займалася психотерапією, вчилася в Отто Ранка.
У 1931—1934 активно спілкувалася з Генрі Міллером, дружила з Лоренсом Дарреллом, відвідувала Антонена Арто. 1939 подружжя повернулося до Нью-Йоркп, де завдяки впливу чоловіка Анаїс знялася в декількох фільмах, зокрема в стрічці Кеннета Енгера Урочисте відкриття храму насолод в ролі Астарти, а також у фільмі Майї Дерен Ритуал у перетвореному часі. 1955 уклала другий шлюб з літературним агентом Рупертом Полом.
Відома своїми щоденниковими записами. Зокрема, про стосунки із Генрі Міллером написала книжку "Інтимні щоденники". У щоденнику під назвою "Інцест" детально описала сексуальні стосунки з батьком. Він покинув їх із мамою, коли Анаїс була дитиною. Все життя вона від цього страждала. Влітку 1933 р. вони знову зустрілися на французькому курорті Валескюр, куди Хоакін Нін приїхав у відпустку без своєї другої дружини. Анаїс виповнилося 30, а її тату 54. Тоді ж між ними стався інтимний звязок.   